# The Wonder Years (musikalbum)
The Wonder Years är debutalbumet av den sydkoreanska musikgruppen Wonder Girls. Det gavs ut den 13 september 2007 och innehåller 13 låtar. Albumet sålde fler än 80 000 exemplar och var månadens mest sålda album i Sydkorea mellan augusti och september 2007.

## Låtlista
| Nr  | Titel             | Längd |
| --- | ----------------- | ----- |
| 1.  | I Wanna           | 3:46  |
| 2.  | This Fool         | 3:48  |
| 3.  | Tell Me           | 3:37  |
| 4.  | Friend            | 4:00  |
| 5.  | Headache          | 3:31  |
| 6.  | So What           | 4:04  |
| 7.  | Wishing On a Star | 3:57  |
| 8.  | Move              | 3:30  |
| 9.  | Take It           | 3:46  |
| 10. | Good Bye          | 3:32  |
| 11. | Bad Boy           | 3:11  |
| 12. | It's Not Love     | 4:00  |
| 13. | Irony             | 4:04  |

## Listplaceringar
| Lista    | Topplacering |
| -------- | ------------ |
| Sydkorea | 1            |